# Carte d'Avignon
La Carte d'Avignon est une carte ancienne et le plus ancien portulan découvert. Il date du XIIIe siècle. Son nom provient de son lieu de découverte, Avignon. Elle est conservée aux Archives départementales du Vaucluse AD 84, sous le cote 3 E 54/888.
Elle représente les côtes de la Méditerranée occidentale et les côtes de l'Europe du Nord.

## Description
Cette carte est un fragment d'un parchemin enluminé, de dimensions 41 × 27 cm. L'échelle est approximativement 1/4 500 000. Certaines parties sont déchirées. Une tache d'encre s'est répliquée, ce qui témoigne d'une pliure .
On remarque les tracés à partir d'un cercle et de quadrillages, cette construction rappelle la Carte Pisane.
Ce portulan à l'usage des marins qui faisaient du commerce en Méditerranée, ils remontaient vers les côtes de la mer du Nord et du Sud-Est de l’Angleterre, jusqu'aux rivages de la mer Baltique. La précision est remarquable, même si les contrées les plus septentrionales passent pour être moins connues des cartographes.

## Historique

### Provenance
Cette carte a été produite en Provence ou en Italie du Nord, durant le premier quart du XIVe siècle. Elle pourrait être la plus ancienne carte conservée .
La Carte d'Avignon pourrait être plus ancienne que la Carte Pisane; jusqu'alors cette dernière est considérée comme la plus ancienne, mais la carte d'Avignon pourrait être antérieure. Elle serait aussi plus ancienne que les portulans du cartographe Pietro Vesconte.

#### Découverte
Le réemploi comme reliure de registre de 1534-1535 du notaire Isnard Jay de Pernes-les-Fontaines, près d'Avignon, a permis la conservation au fil des siècles.
La carte a été découverte en novembre 2002  par un chercheur local consultant les archives départementales du Vaucluse.

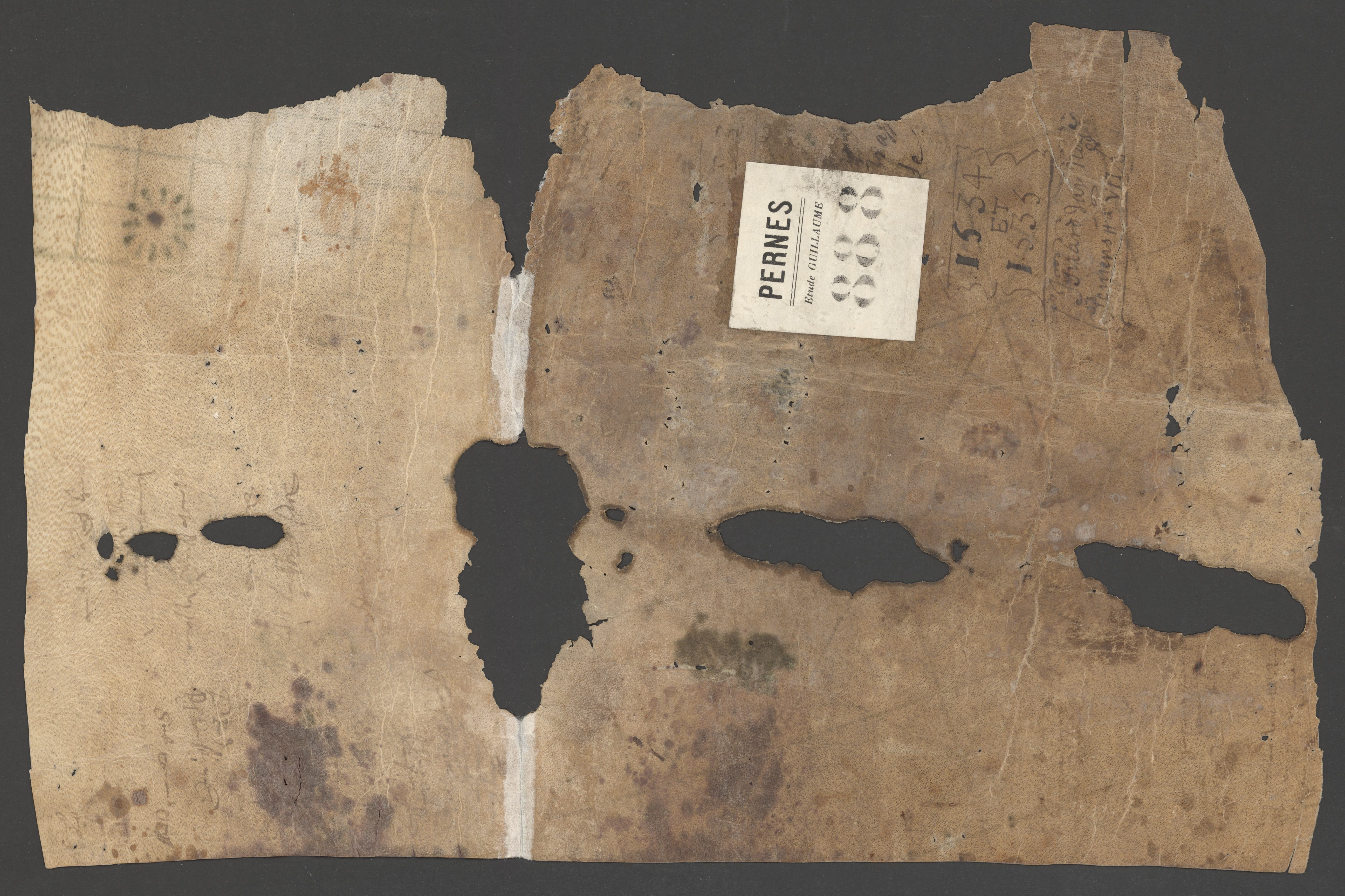
Envers du parchemin de la carte d’Avignon (XIIIe siècle)

### Monographies
- Rémy Chauvin, Les secrets des portulans ou les cartes de l'inconnu, Paris, France Empire, 1980
- Monique de La Roncière et Michel Mollat du Jourdin, Les Portulans : Cartes marines du XIIIe au XVIIe siècle, Nathan, 1984, 295 p. (ISBN 978-2092905388)
- Christian Jacob, L'empire des cartes: approche théorique de la cartographie à travers l'histoire, Paris, Albin Michel, 1992
- Olivier Chapuis, Cartes des côtes de France: histoire de la cartographie marine et terrestre du littoral, Chasse-marée, 2007 (ISBN 978-2-914208-59-8, OCLC 22715057)
- Jacques Mille, De la Méditerranée à la Baltique, 1190-1490: recherches (2015-2020) sur les cartes marines et les portulans, Cherche-bruit, 2021 (ISBN 978-2-9577160-0-5).

### Webographie
- « L'Europe en cartes », sur gallica.bnf.fr (consulté le 16 juin 2024)

- Wouter Bracke, « Introduction : Cartes d’Europe : quelques réflexions », Belgeo. Revue belge de géographie, nos 3-4,‎ 31 décembre 2008, p. 245–250 (ISSN 1377-2368, DOI 10.4000/belgeo.7655, lire en ligne, consulté le 16 juin 2024)

- Christophe Chabert, « Une brève histoire de la cartographie et de ses biais », Constructif, vol. 60, no 3,‎ 2021, p. 10–16 (ISSN 1950-5051, DOI 10.3917/const.060.0010, lire en ligne)

- Christophe Chabert, « Une brève histoire de la cartographie et de ses biais », sur Mind The Map, 3 novembre 2021 (consulté le 16 juin 2024)

- Jacques Mille et Paul Fermon, « The Avignon chart - The Brussels Map Circle », sur www.bimcc.org, 1er mai 2017 (consulté le 13 juin 2024).